# 브랙스턴 브래그 코머
브랙스턴 브래그 (B. B.) 코머(Braxton Bragg (B. B.) Comer, 1848년 11월 7일 ~ 1927년 8월 15일)는 1907년부터 1911년까지 제33대 앨라배마주지사와 1920년 상원을 지낸 미국의 정치인이었다.  코머는 앨라배마주를 다른 주들과 더욱 경쟁적으로 만드는 데 주에서 철도 규제와 업소용 지방세의 저하 같은 몇몇의 개혁들을 주재하였다. 그는 또한 공공 학교 제도를 위하여 기금을 늘여 백인 학생들을 위한 각각의 군에서 더욱 많은 시골 학교들과 고등학교들, 그리고 주의 문맹률에 상승에 결과를 가져왔다.
코머는 민주당원으로서 정계 입문하기 전후에 식물 재배인과 기업인이었다.  그는 옥수수와 목화 생산에 전념된 코머가의 30,000 에이커 (120km²)를 물려받았다.  그는 유레카 광산으로 알려진 버밍햄 근처에 코머 광산에서 이익을 가졌다.  1897년 그는 주에서 직물 공장을 개발하는 데 의도한 트레이너 가와 함께 10,000 달러를 투자하였고 자신이 버밍햄에서 개발한 애번데일 직물 공장의 사장으로 임명되어 1927년 사망까지 그 역할을 맡았다.

## 어린 시절과 교육

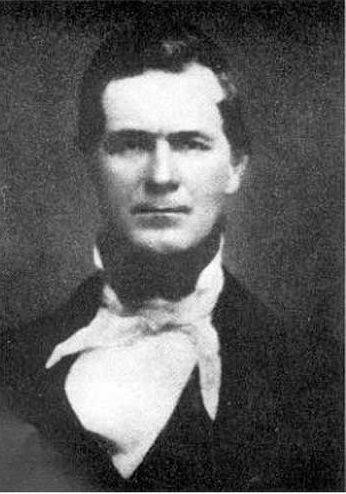
부친 존 플레처 코머

앨라배마주 스프링힐에서 존 플레처 코머와 캐서린 드루리의 4번째 아들로 태어났다.  재배자들로서 코머의 부모는 자신들의 목화 재배를 위하여 노예제 노동에 기초를 둔 자신들의 부를 쌓았다.   코머는 10세의 나이에 E. N. 브라운의 지도하에 자신의 교육을 시작하였다.
1864년 코머는 앨라배마 대학교로 갔으나 이듬해 4월 존 T. 크록스턴 장군의 군대가 대학을 불태웠을 때 강제로 떠났다.  그는 애선스에 있는 조지아 대학교에 입학하였다.  그는 1869년 자신이 AB와 AM 학위들과 졸업했던 버지니아주에 있는 에모리 앤드 헨리 칼리지로 옮겼다.

## 결혼 생활과 가족
1872년 코머는 조지아주 커스버트의 에바 제인 해리스에게 결혼하였다.  부부는 9명의 자녀를 두었다.  그는 바버군 코머 역에서 가족을 위하여 큰 집을 지었다.  그와 그의 부인은 코머가 토머스 킬비 주지사에 의하여 상원으로 임명된지 하루 후인 1920년 3월 6일에 에바 여사가 사망할 때까지 결혼된 것으로 남아있었다.

## 초기 기업 경력
졸업에 이어 코머는 스프링힐로 돌아와 가족의 경작을 관리하는 도움을 주었다.  그는 주로 30,000 에이커 (120km²)의 경작지가 된 것에 옥수수와 목화를 재배하였다.  그는 자신의 형 존이 1885년 앨라배마주 중동부에 있는 애니스턴으로 이주한 후 그것을 관리하면서 자신의 바버군 경작지를 지속적으로 경영하였다.  코머의 형 J. W. 코머가 바버군에서 가족의 경작지를 운영하였다.  브랙스턴의 형 존 코머를 위한 부의 중요한 근원은 유레카 광산의 개발이었다.

## 애번데일 직물 공장

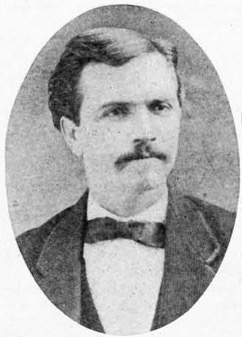
30대 중반 시절의 코머

코머의 또다른 기업은 자신의 아들의 도움으로 앨라배마주에서 가장 큰 직물 회사들 중의 하나가 된 애번데일 직물 공장이었다.  펜실베이니아주 체스터에서 직물 사업이 있었던 트레이너 가는 버밍햄의 새롭고 성장하는 산업 도시를 통하여 남부로 그 사업을 확장시키는 데 계획을 세웠다.  그것은 버밍햄으로 직물 공장들을 가져오는 데 150,000 달러를 투입하는 데 동의했던 프레더릭 미첼 잭슨 시니어 같은 사업 지도자들에게 주식을 제안하였다.  버밍햄 상업 클럽의 회장이자 버밍엄 지역 상공회의소의 선구자 잭슨은 "버밍햄의 젊고 분투하는 도시에서 절실히 필요한 사람들에게 일자리를 제공하겠다고" 약속하였다.  B.B. 코머의 아들 제임스 맥도널드 코머는 이후에 자신의 부친이 "버밍햄이 남성은 물론 여성을 고용할 수 있는 산업이 필요했던 것을 느끼면서" 새로운 사업에 참여 동기를 부여받았다는 것을 회상하였다.
기업인의 재정적 참여의 약속들을 받아들인 트레이너 가는 공장의 사장직을 맡는 데 지방 투자가를 추구하였다.  1897년 그들은 브랙스턴 브래그 코머에 접근하였다.  훗날의 주지사는 제공을 받아드링고 기업에 10,000 달러를 투자하였다.  1897년부터 1927년까지 그는 에번데일 직물 공장의 사장을 지내 새로운 대지로 지속적인 확장을 지시하였다.
1897년 코머는 버밍햄의 일부가 될 지역인 에번데일에 첫 공장을 지었다.  그 운영의 첫해 동안 에번데일 직물 공장은 목화의 4,000 베일을 사용하였다.  1898년 까지 에번데일 직물 공장은 436명의 노동자들을 고용하였고 수익에 15,000 달러를 생성하였다.  1907년 B. B. 코머가 앨라배마주지사가 될 무렵에 에번데일 직물 공장은 수익에 55,000 달러를 선언하여 재료의 8,000,000 야드 가까이 생산하였다.  세기의 전환기에 에번데일 직물 공장은 더욱 나가서의 개발을 위하여 과정을 세웠다.
애번데일 직물 공장은 버밍햄에서 첫 공장에서 30,000 스핀들과 시작하여 7개의 공동체들에서 10개의 공장들을 포함하는 데 다음 30년 동안 자라나 총 282,160 스핀들이었다.  공장들은 실라코가에서 에바 제인, 더 센트럴, 더 샐리 B.와 더 캐서린, 알렉산더 시티 목화 공장, 시카모어 공장과 펠 시티 제조사를 포함하였다.
목화의 가격이 떨어지면서 가난한 백인 농부들은 자신들의 대지를 잃고 소작물과 임차로 바꾸었다.
당시 비록 일반적인 관행이지만 공장들은 아동 노동을 이용하였다.

## 철도 위원회
코머는 철도 개혁을 위하여 목소리를 내는 옹호자였다.  앨라배마주의 기업 소유인들은 조지아주의 낮은 운임률 때문에 그주에 기지를 둔 회사들과 함께 기업을 위해 경쟁했었던 때 불리한 위치에 있었다.  코머가 상당한 역할들을 가졌던 버밍햄 상업 클럽과 버밍햄 운임국은 철도율 차별의 증거를 찾아냈다.  코머는 주의 철도 위원회에 더욱 많은 권력을 주는 것은 조지아주에 있는 자들과 경쟁하는 데 앨라배마의 회사들을 허용한 수준으로 차별과 낮은 비율들을 끝내는 데 최고의 방향이었다는 것을 믿었다.  그러나 1901년 헌법 회의로 주의 입법부와 사절단들은 위원회의 권력을 강화하지 않았다.
철도 위원회가 2년 더의 세월에 비율을 바꾸지 않았을 때 코머는 술책들을 최근에 선거 사무소로 전환되었던 위원회에 의석을 위하여 출마하는 것으로 옮겼다.  그는 해운의 호의에 철도들의 권력을 제한시키는 캠페인을 벌였다.  1904년 그는 위원회 회장으로 선출되었으나 철도의 편에 다른 2명의 위원이 있던 이유로 자신이 적은 권력을 가졌다는 것을 빠르게 알아차렸다.  회장으로서 자신의 기간으로 들어간 3년의 세월에 코머는 주지사가 되면서 자신이 단지 철도 개혁을 제정할 수 밖에 없다고 결론을 내렸다.

## 정치적 배경

### 1874년 유폴라 학살과 정치적 위협
코머는 1870년대 흑인들의 참정권 박탈로 지도한 테러리즘의 백인 우월주의 캠페인에 참여하였다.  그와 그의 형 월리스는 1874년 유폴라 학살을 수행한 스프링힐 폭도를 이끌었다.  선거의 날에 코머는 선거를 방해하고 투표소로 가던 약 1,000명 정도의 흑인 남성들 집단을 매복 공격하는 데 백인 연맹을 지조하였다.  폭도는 최소한 7명의 흑인들을 학살하고 최소한 70명 더의 그들을 총쏘았으며 관중의 나머지를 투표로부터 방지하였다.
1901년 헌법에 의하여 흑인들의 참정권 박탈과 선거 수정 헌법은 주에서 활동령으로서 공화당을 줄였다.  60년 이상의 세월에 1960년대 중반에 아프리카계 미국인들의 헌법적 권리를 집행하는 데 연방 민권 입법이 통과되었을 때까지 앨라배마주는 선거들이 민주당 예비 선거들에서 이기면서 본질적으로 일당의 주였다.

### 1908년 주지사 선거 운동
민주당 예비 선거에서 1906년 주지사 선거 운동은 당이 "'보수'의 단어를 그 공식적 이름으로부터 떨어뜨려 그것이 더욱 진보적인 플랫폼과 함께 편했다는 것을 논증하면서" 두드러졌다.  당의 주지사 후보들은 거의 모든 논제에 진보적이었다.  하지만 버밍햄의 부지사 러셀 M. 커닝햄은 비율에 철도 개혁을 지지하지 않으면서 그는 산업으로부터 지지를 얻었다.
코머는 아동 노동 법률로 자신의 알려진 반대 때문에 비판을 받았으며 그는 가족들이 그들의 자녀에 관하여 결정해야 할 사람들이라고 말했다.  코머는 "커닝햄보다 신란한 운동가이자 연설가였으며 투표의 61 퍼센트와 함께 예비 선거를, 그리고 85 퍼센트 이상과 함께 11월 선거를 이겼던 철도에 대한 그의 언어 공격은 앨라배마주의 청중을 가극하였다."  경작자의 엘리트층과 떠오르는 기업인들을 대표한 코머는 1906년 11월 선거에서 공화당의 아사 E. 스트래턴과 미국 사회당의 J. N. 애벗을 쉽게 꺾었다.  교육 같이 다른 분야들은 물론 철도의 개혁을 제정하는 코머의 게획은 진보적인 민주당원들이 새롭게 선출된 민주당 지배의 주의 입법부에서 다수를 차지한 개혁에 호의를 가지면서 강한 가능성을 나타냈다.

## 코머의 행정부

### 철도 개혁
코머는 "취임사 대부분을 철도 개혁의 문제에 할애했고 철도 위원회에 강한 금리 결정과 집행력을 주는 데 20개의 갈라진 법률들을 통과시키는 것을 입법부에 요구하였다"고 한다.  이 같은 생각을 가진 입법부는 몇가지 변경 만으로 그의 철도 개혁을 통과시켰다.  이 새로운 법률들을 통하여 코머는 결국 이웃하는 주들과 자신들의  상대들과 더욱 나은 경쟁으로 앨라배마주의 기업들을 활성화하는 금리를 낮추는 데 성공하였다.
주의 입법부는 "이미 주의 법원에 회부된 문제에 대해 연방 법원에서 소송을 가져오는 아무 주식 회사의 주의 사업자등록증을 취소할 조항을 추가하였다."  L&N 철도와 다른 철도들은 연방 법원에서 새로운 철도 법령들을 도전하였다.  주 정부와 철도 사이의 불동의는 코머가 주지사직을 떠난 후 지속되었다.  아직도 그는 "철도 운임에 규제력 강화를 주에 주는" 자신의 목적을 달성하였다.

### 1908년 광부들의 파업에 응답
1908년 7,000명의 광부들 (대부분 백인)은 테네시 석탄, 철광과 철도 회사 (TCIRR)와 앨라배마주에 있는 다른 광산 운영들에서 파업에 들어갔다.  그들은 주에서 임대된 500명의 아프리카계 미국인 죄수들에 의하여 가입되었다.  회사의 공무원들은 주의 민병대와 함께 파업을 진압하는 데 주를 분할하였다.  백인 직공장들은 죄수 노동은 물론 결속된 아프리카계 미국인들을 추가로 데려왔다.  현저한 아프리카계 미국인 노조 지도자 윌리엄 밀린은 이 상태들에 항의하고 체포되었다.  폭도는 그를 감옥으로부터 데리고 나와 그를 린치하였다.  또다른 아프리카계 미국인 결성자는 1주 후에 린칭으로 교수형을 당했다.  코머 주지사는 파업인들과 그들의 결성된 진영들을 해산시키는 데 주의 민병대를 동원하는 명령들을 내렸다.
1908년 8월 중순에 현저한 버밍햄 시민들의 사절단이 파업 광부들의 지도자들을 방문하여 노골적인 위협을 가하였다.  그들은 파업이 끝나지 않은 한, 버밍햄은 "12,000명의 백인들이 도시의 아프리카계 미국인 구역을 불태워 버렸던 일리노이주 스프링필드를 6 센트처럼 보이게 만들 것"이라고 말했다.  코머 주지사는 "우리는 흑인과 백인 광부들 사이에 사회적 평등을 설립하는 시도에 분노합니다."라고 말했다.  그는 자신이 "앨라배마주에서 8천 혹은 9천명의 게으른 검둥이들을 관대하게 다루지 않을 것"을 추가하였다.

### 교육 개혁
백인들을 위하여 교육을 향상시키는 코머의 개혁들은 증가된 주의 수입으로 자금이 조달되었다.  주립 평가위원회가 "주를 통하여 속성 값을 균등화 하면서 과세를 동등히 하고 기업을 위하여 독점 판매권 세금을 설립하기 위하여" 창조되었다.  속성 값들의 재평가는 자신들의 재산세 증가를 본 큰 재산 소유자들을 화나게 했다.  그러나 주의 세입에서 주요 증가들은 세금 개혁을 통해서가 아니게 되었으나 주로부터 민간 기업에 임대한 교도작업으로부터 생성된 세입에서 증가를 통해서였다.
코머의 행정부는 백인 학생들 만의 교육을 위하여 지출에 증가분을 적용하였다.  코머는 백인의 시골 학교들와 군의 고등학교들의 건설로 자금을 보냈고 앨라배마 대학교, 오번에 있는 오번 공예 학교, 9개의 농업 학교들, 보통 학교들와 몬테밸로에 있는 여자 기술 학교로 대한 예산을 늘였다.  추가로 주는 앨라배마 남자 산업 학교를 통치하였다.  코머의 교육 개혁들은 한 세기를 위하여 주의 교육 제도에 영향력을 주었다.
1910년 주의 세입의 25 퍼센트 이상은 민간 기업으로 아프리카계 미국인 죄수들을 임대하는 것으로부터 유래되었다.  저널리스트 더글러스 블랙몬은 코머가 아프리카계 미국인들의 노예 노동으로부터 유래된 기금들에 백인 시민들을 위한 자신의 향상들을 기반으로 했다고 언급하였다.  교육과정 수준은 문해력에서 증가들에 결과를 가져오면서 백인 학생들을 위하여 상승하였으나 인종적으로 분리된 제도에서 아프리카계 미국인들은 자신들의 교육 제도를 위하여 동등한 기금을 얻지 않았다.  코머 아래 일인당 기준에 흑인 어린이들을 위하여 쓰여진 돈은 백인 어린이들의 것에 7분의 1이었다.  문해력은 극적으로 백인들을 위하여 향상되었으나 흑인들을 위하여 뒤처졌다 (1920년까지 문맹률은 앨라배마주에서 아프리카계 미국인들을 위하여 50 퍼센트보다 적었다).
코머는 주의 교육 시설들에서 주에 의한 투자는 그것이 최고이기 때문에 주의 재정이 허락하는 한 앨라배마 대학교, 오번 대학교와 앨라배마주의 전체 학교들로 예산들에 자유로와 지는 데 "가장 중요한 것은 입법부에 조언하는 것이다"는 것을 단언하였다.
어떤 사회의 최고의 속성으로 교육에 관한 그의 강조에 대한 증거로 그의 최종의 활동들 중의 하나는 바버군에서 캐서린 코머 학교의 건설을 지도하는 것이었다.  당시 교육 시설들의 필수적인 인종적 분리 때문에 백인 어린인들 만이 그 학교에 다닐 수 있었다.  교육의 기회들로 모두가 접근할 수 있도록 보장하는 데 또한 코머는 또한 바버군에 있는 베키 코머 학교의 건설을 지도하였다.

## 금주법
진보주의자들은 어떤이들이 주류의 판매가 지방 사법권에 의하여 결정되야 한다고 믿었고 다른이들은 그것에 대한 주의 법률의 통과를 지지하면서 금주법에 나뉘어졌다.  자신의 주지사 선거 운동과 주지사로서 첫 2년의 세월 동안 코머는 금주법을 지역 문제로 여겼다.  "1908년까지 ... 주의 67개 군들 중에 50개가 금주법을 위하여 투표하였다."  군들의 다수가 "건조"했어도 강력한 주류 판매 반대 연맹은 주 전체의 금주법을 위하여 추진하였다.  다른 금주법 단체들은 주 전체의 법률을 위한 연맹의 추진으로 집결하여 문제를 결성하는 데 특별 회의로 입법부를 요구하는 데 코머를 강요하였다.  1909년 특별 회의는 주 전역에서 금주법을 제정하여 "그러나 단순한 법령으로 만족하지 않으며, 그들은 또한 주류 판매를 끝내는 데 헌법 개정을 제안하였다."  코머는 제안된 개정을 위한 지지를 얻는 데 주를 돌아다녔으나 충분한 투표를 얻는 데 실패하였다.
코머는 "돼지들로부터 콜레라, 소들로부터 진드기, 그리고 목화들로부터 바구미를 갈라놓으려고 하면서 우리는 악화되고 파괴될 주의 모든 청년들로부터 갈라져야 한다."고 지적하였다.

## 이후의 생애
주의 법률이 연속적 기간들을 위하여 출마하는 것으로부터 주지사들을 방지하면서 코머는 1910년 주지사 선거를 위하여 자격이 없었다.  1914년 선게에서 코머는 철도, 조직 노동과 금주법을 위한 현지 선택의 지지자들의 예상치 못한 연합에 의하여 지지된 후보에 의하여 꺾였다.
1920년의 봄에 토머스 킬비 주지사는 미국 상원에서 작고한 존 H. 뱅크헤드의 기간의 남은 달들을 지내는 데 코머를 임명하였다.  그는 기간이 만기되었을 때 선거를 추구하지 않았다.
상원에서 자신의 짧은 시간에 이어 코머는 자신의 기업 종사를 따르는 자신의 인생의 나머지를 보냈다.  앨라배마주지사 후보 A. H. 카마이클을 위한 자신의 승인을 발표하는 것 외에도 코머는 미국 상원에서 자신의 기간을 따르는 정치적 활동을 자제하였다.
1927년 8월 15일 코머는 78세의 나이로 사망하였다.  그의 부인 에바 제인 여사는 1920년 3월 6일 그가 상원에 지내고 있던 동안에 사망하였다.  그와 그의 부인은 그들의 9명 자녀들 - 샐리 베일리, 존 플레처, 제임스 맥도널드, 에바 미그논, 캐서린, 브랙스턴 베벨, 에바, 브랙스턴 브래그 2세와 휴 M. 코머에 의하여 살아남았다.  그는 버밍햄의 엠우드 묘지에 안장되었다.

## 역대 선거 결과
| 선거명      | 직책명          | 대수 | 정당   | 득표율 | 득표수   | 결과 | 당락                 |
| ----------- | --------------- | ---- | ------ | ------ | -------- | ---- | -------------------- |
| 1906년 선거 | 앨라배마 주지사 | 33대 | 민주당 | 85.48% | 61,223표 | 1위  | 앨라배마 주지사 당선 |